# بو خرشد
بو خرشد، ممثل ومذيع كويتي، عرفه الجمهور بهذا اللقب من خلال تقديمه البرامج بطريقة كوميدية ساخرة. كانت بدايته من  خلال قناة فلاش وبعد إغلاقها انتقل إلى قناة الراي، كما شارك بعدد من الأعمال كممثل سوأ في التلفزيون أو السينما وقد قدم دور البطولة بمسلسل توفيق، وخاله هو الفنان عبد الحسين عبد الرضا.

## أعماله

### المسلسلات
- (1997) - إثنان على الطريق.
- (2000) - الخطر معهم.
- (2001) - دماء عذبة (سهرة تلفزيونية).
- (2002) - الخطر معهم 2.
- (2009) - من عنده الغطاية 3: حقك ما يضيع.
- (2010) - زمن مريان.
- (2012) - توفيق.
- (2021) - جنية.

### المسرحيات
- (2010) - بيت ابونا
- (2015) - زومبي

### الافلام السينمائية
- (2014) - إليسا خطفها جميل.
- (2015) - التجارة شطارة.
- (2017) - سفرة خمس نجوم.
- (2021) - فلشر.

### البرامج
- (2009) - بيني وبينكم.
- (2013) - في شي غلط.

### دبلجة أصوات
- (2018) - بوعيون (فيلم).
- (2018) - الحزرة (مسلسل).